# Blerim Mazreku
Blerim Mazreku (ur. 24 października 1981 w Suvej Rece) – kosowski były koszykarz.

## Życie prywatne
Jest osobą praktykującą islam.